# Galapagosek Darwina
Galapagosek Darwina (Nesoryzomys darwini) – gatunek ssaka z podrodziny bawełniaków (Sigmodontinae) w obrębie rodziny chomikowatych (Cricetidae), który występował endemicznie na wyspach Galapagos.

## Zasięg występowania
Galapagosek Darwina występował endemicznie na wyspie Santa Cruz, należącej do Galapagos u wybrzeży Ekwadoru.

## Taksonomia
Gatunek po raz pierwszy zgodnie z zasadami nazewnictwa binominalnego opisał w 1929 roku amerykański teriolog Wilfred Hudson Osgood nadając mu nazwę Nesoryzomys darwini. Holotyp pochodził z Academia Bay, na wyspie Santa Cruz, w Galapagos, w Ekwadorze. 
Autorzy Illustrated Checklist of the Mammals of the World uznają ten takson za gatunek monotypowy.

### Etymologia
- Nesoryzomys: gr. νησος nēsos „wyspa” (tj. Galapagos); rodzaj Oryzomys S.F. Baird, 1857 (ryżniak)[7].
- darwini: Charles Robert Darwin (1809–1882), brytyjski przyrodnik, podróżnik, współtwórca teorii ewolucji przez dobór naturalny[8].

## Wymarcie
Osobniki tego gatunku zostały pierwszy raz schwytane przez naukowców w 1906 roku, a ostatni raz widziano je w 1930 roku. Wyginięcie tego gatunku wiązało się przede wszystkim ze zawleczeniem na wyspę szczurów śniadych, które konkurowały z rodzimym gatunkiem i sprowadziły patogeny, na które nie był on odporny. Ludzie wprowadzili do ekosystemu Santa Cruz także szczury wędrowne (Rattus norvegicus), myszy domowe (Mus musculus) i zdziczałe koty (Felis catus), które również mogły przyczynić się do wymarcia N. darwini.